# Lars Gindorf
Lars Gindorf (* 13. August 2001 in Wadgassen) ist ein deutscher Fußballspieler.

## Karriere
Er durchlief die Nachwuchsabteilungen des 1. FC Saarbrücken, FC Ingolstadt, SV Elversberg und SC Freiburg. Im Sommer 2021 musste er nach dem Aufstieg mit der U23-Mannschaft des SC Freiburg in die 3. Liga den Verein verlassen, da er keinen neuen Vertrag erhielt. Dies führte dazu, dass Gindorf zweieinhalb Monate arbeitslos war und staatliche Unterstützung bezog.
Im Anschluss wechselte er zum FC Memmingen in die Regionalliga Bayern und im Sommer 2022 zum Regionalliga-Team von Hannover 96, wo er unter Trainer Daniel Stendel spielte. Im Sommer 2023 durfte er kurzzeitig bei den Profis von Hannover 96 trainieren, wurde jedoch wieder in die zweite Mannschaft zurückgeschickt. Am 2. März 2024 debütierte Gindorf als Profi in der 2. Bundesliga gegen Fortuna Düsseldorf. Am 9. April 2024 unterschrieb er seinen ersten Profivertrag. Am 30. Spieltag der Saison 2023/2024 gab Lars Gindorf sein Startelfdebüt in der 2. Bundesliga und erzielte ein Tor im Spiel am Millerntor gegen den FC St. Pauli.

## Erfolge
- Meister Regionalliga Nord 2023/24
- Meister Regionalliga Südwest 2020/21